# كانون باور شوت

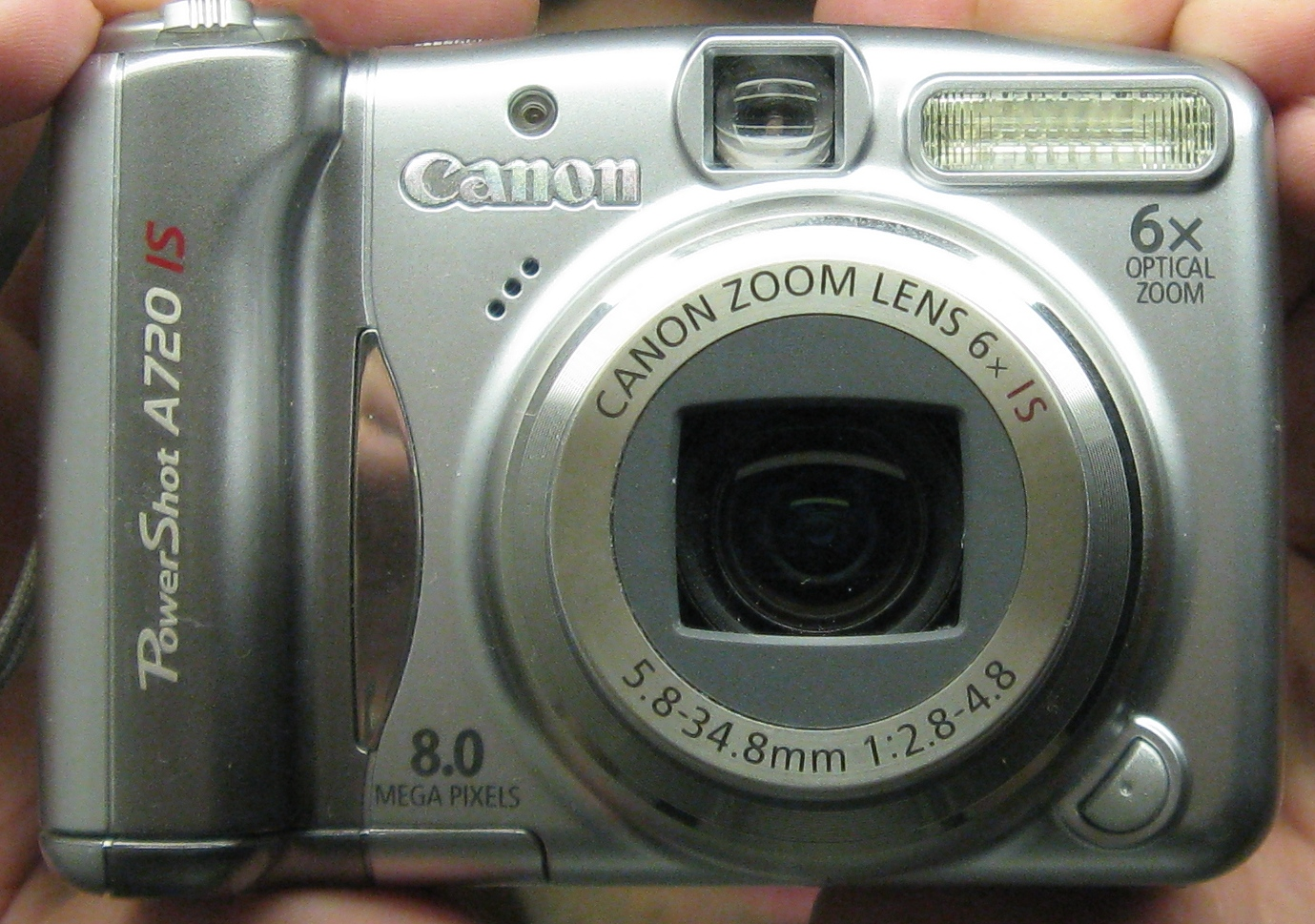
Powershot A720is إحدى منتجات باور شوت من كانون

كانون بور شوت Canon PowerShot سلسلة كاميرات استهلاكية وتجارية أطلقتها شركة كانون عام 1996 وأصبح هذا الخط من أكثر الخطوط مبيعا للكاميرات الرقمية على مستوى العالم حيث انها تتميز بسهولة الاستخدام

## قائمة كاميرات Canon PowerShot
- سلسلة A: "تتميز بسهولة الاستخدام ورخص ثمنها
- سلسلة D: مقاومة للماء والجليد والصدمات
- سلسلة E: أفضل من السلسلتين السابقتين وميزانية أكبر
- سلسلة G: تتميز بمواصفات متقدمة وشبه احترافية
- S/SD : تحديد والتقاط
- سلسلة S/SX الزووم : تتميز بالزووم العالي
- سلسلة S: تتميز بالتحديد والالتقاط